# Blackstar (TV-serie)
Blackstar är en amerikansk tecknad TV-serie i 13 halvtimmesavsnitt, ursprungligen visad i CBS under perioden 12 september-5 december 1981. Serien handlar om John Blackstar, en astronaut från Jorden som i sin rymdfarkost kraschlandar på den fiktiva planeten Sagar. Blackstar producerades av Filmation och inspirerade dem då två år senare gjorde TV-serien Masters of the Universe.
John Blackstar var ursprungligen tänkt att vara mörkhyad, men detta ändrades då TV-nätverket CBS menade att publiken ännu inte var "redo" för detta.

## Röstskådespelare
- George DiCenzo - John Blackstar
- Linda Gary - Mara
- Alan Oppenheimer - The Overlord, Carpo
- Patrick Pinney - Klone, Balkar, Terra
- Frank Welker - Gossamear, Burble, Rif

## Serier
Två oberoende serieadaptioner gjorde för den franska marknaden. En var en treavsnittsserie av Christian Gatignol ("Gaty") och publicerades av Editions Vaillant i serietidningen Pif-Gadget. Den andra är 46 sidor lång och publicerades av Editions LUG (som då översatte Marvel Comics verk till franska) med Jean-Yves Mitton, som skapade franske superhjälten Mikros. Medan Gatignols är mer trogen originalversionen, skapade Mitton flera egna fiender (koljätten Antrax, fantomhäxan Telekrane), och gav Blackstar och Mara ett romantiskt förhållande. Fastän Katana inte medverkar, har hon en motsvarighet i Blackstars ursprungliga flickvän från Jorden, Leia, som visas i en tillbakablick. Det visar sig också att Blackstar drabbats av partiell minnesförlust från kraschlandningen Sagar och har glömt bort Leia då han påbörjade sin relation med Mara .

## Hemvideo
I mitten av januari 2006 meddelades att BCI erhållit rättigheterna till serien.
Serien släpptes till DVD av BCI Eclipse LLC (under licens från Entertainment Rights) i Region 1 den 22 augusti 2006 under titeln Blackstar: The Complete Series. Förpackningen innehåller alla 13 avsnitt.
Den 5 augusti 2008 släpptes avsnitt ur serien på en DVD vid namn Heroes and Heroines, med avsnitt ur flera serier.
Under tidigt 2009 hade lanseringen upphört, då BCI Eclipse lagts ner.
I Sverige gavs serien ut av Select Video på VHS under mitten och slutet av 1980-talet.

## Marknadsföring

### Actionfigurer
Galoob gjorde actionfigurer mellan 1983 och 1985.

### Tecknad serie
I Frankrike producerades två olika tecknade serier. Den ena skapades av Christian Gaty., den andra av Jean Yves Mitton.

### Fotnoter
1. ↑  ”Blackstar” (på engelska). TV.com. http://www.tv.com/shows/blackstar/episodes/. Läst 27 januari 2013.
2. ↑  Hal Erickson, "Blackstar {Animated TV Series}" Arkiverad 26 april 2006 hämtat från the Wayback Machine., Allmovie, accessed 10 februari 2009.
3. ↑  Blackstar comics by French artist Gaty
4. ↑  Blackstar-serien av fransmannen Jean-Yves Mitton
5. ↑  Gord Lacey (23 januari 2006). ”Blackstar among BCI's acquisitions” (på engelska). TV Shows on DVD. Arkiverad från originalet den 26 januari 2018. https://web.archive.org/web/20180126070733/http://www.tvshowsondvd.com/news/Blackstar/4965. Läst 25 januari 2018.
6. ↑  David Lambert (22 juni 2006). ”John Blackstar Gains The Star Sword This August With New Filmation DVD Release!” (på engelska). TV Shows on DVD. Arkiverad från originalet den 4 november 2008. https://web.archive.org/web/20081104092357/http://www.tvshowsondvd.com/news/Blackstar/5896. Läst 4 augusti 2011.
7. ↑  ”The Complete Series” (på engelska). TV Shows on DVD. 22 augusti 2006. Arkiverad från originalet den 25 januari 2018. https://web.archive.org/web/20180125193644/http://www.tvshowsondvd.com/releases/Blackstar-Complete-Series/5921. Läst 25 januari 2018.
8. ↑  ”Heroes and Heroines” (på engelska). TV Shows on DVD. 5 augusti 2008. Arkiverad från originalet den 26 januari 2018. https://web.archive.org/web/20180126070755/http://www.tvshowsondvd.com/releases/-Volume-Release/7927. Läst 25 januari 2018.
9. ↑  David Lambert (18 december 2008). ”Navarre Shuts Down BCI, Makers of He-Man, Day Break, Price is Right and other DVD's” (på engelska). TV Shows on DVD. Arkiverad från originalet den 31 maj 2010. https://web.archive.org/web/20100531025036/http://www.tvshowsondvd.com/news/Site-News-BCI-Shut-Down/11064. Läst 25 januari 2018.
10. ↑  ”Blackstar”. Svensk mediadatabas. http://smdb.kb.se/catalog/search?q=%22Blackstar%22+typ%3Afilm-video&x=0&y=0. Läst 6 juni 2016.
11. ↑  ”Christian Gaty” (på engelska). Comiclopedia. https://www.lambiek.net/artists/g/gaty.htm. Läst 25 januari 2018.
12. ↑  Margaret D. Stephens (15 mars 2003). ”Blackstar Comic” (på engelska). Night Stone Unlimited. http://www.nightstoneunlimited.com/BlackstarToyStuff.htm#BlackstarComic. Läst 25 januari 2018.